# Admiral T
Admiral T, właściwie Christy Campbell (ur. 29 marca 1981 w Les Abymes na wyspie Gwadelupa) – francuski piosenkarz wykonujący muzykę dancehall, hip-hop, zouk i reggae.

## Dyskografia

### Albumy
- Mozaïk Kréyòl (2003 i 2004)
- Toucher L'Horizon (2006)
- Instinct Admiral (2010)

### Single
- Gwadada (2002)
- Dancehall X-Plosion, featuring Pearl (2004)
- Les Mains En L'Air, featuring Diam’s (2006)

### Mixtape
- Mek It Happen (2002)
- Killa Session (2002)
- Ti Moun Ghetto (2004)
- Determiné Dèpi Piti (2005)
- Flagada Smokey (2006)
- Dancehall Festival (2006)
- Good To Mixx vol.2 (2006)
- The Big Champion (2006)
- Reyel Champion Soti Gwada (2007)
- Ti Moun Ghetto 2 (2007)
- The King Of The Dancefloor (2007)

### Kompilacje
- Ragga Kolor (2002)
- Dancehall Clash (2002)
- Ragga Dancehall N°1 (2003)
- Groovin Attitude (2004)
- Ragga Masters (2004)
- Génération Rap RnB vol. 2 (2004)
- Exclusif Admiral T (2005)
- Ninety Seven K-Ribbean (2005)
- Unis-Sons (2005)
- Reggae Bashement (2006)
- Total Reggaeton 2 (2006)
- Generation Dancehall (2007)
- Rap & R’n’B Non Stop (2007)
- Coupé Décalé Mania (2007)

### Gościnne występy
- 1848 of Karukera Sound System (1998)
- Special Request of Karukera Sound System (2000)
- Caribbean Sessions of Karukera Sound System (2005)
- Ma vision of Saël (2005)
- Émancipé of Vibe (2005)
- Dans Tes Rêves of Disiz La Peste (2005)
- Soné Ka-La of Jacques Schwarz-Bart (2006)
- Face A La Réalité of Saik (2007)
- XXL of Neg'Marrons (2008)